# Província de Santa Cruz (Ordem dos Frades Menores)
Santa Cruz foi uma província franciscana brasileira que engloba os estados de Minas Gerais e o sul da Bahia.

## História
A Província Santa Cruz tem sua origem na fundação do Comissariado da Santa Cruz no estado do Rio de Janeiro, criado por frades holandeses em 1900. Após uma passagem por Manaus (AM) em 1899, Frei Adalberto Woolderink, Frei Gonzaga Governeur e Frei Oto Vervoort foram para Niterói (RJ), onde estabeleceram a primeira residência e a sede do Comissariado. Em 1926, o Comissariado foi estendido ao Rio Grande do Sul , e dez anos mais tarde, ao Extremo Sul da Bahia (Caravelas, Nova Viçosa e Mucuri).
Até 1950, o Comissariado estava juridicamente vinculado e dependia diretamente da Província dos Santos Mártires Gorcumienses, na Holanda. Após meio século, foi estabelecida a Província Santa Cruz, em 1950, que começou a operar de forma independente e atualmente abrange os franciscanos de Minas Gerais e do Sul da Bahia. 
Em 1959, a sede da Província foi transferida de Divinópolis para o Convento São Francisco das Chagas em Belo Horizonte. No dia 22 de fevereiro de 1966, os frades no Rio Grande do Sul adquiriram autonomia em relação à Província, tendo sido constituídos como Província São Francisco de Assis do Rio Grande do Sul no dia 4 de outubro de 1976, dia de São Francisco.
Atualmente, a Província Santa Cruz é formado por cerca de 100 frades (alguns deles ainda no período de formação e de estudos) conta atualmente, com 13 fraternidades, sendo que 7 são paróquias. As fraternidades e paróquias estão espalhadas por 9 municípios distribuídos em Minas Gerais, além de presenças em missões no exterior. Nesses locais, atuam na pastoral paroquial, educação, projetos de ação social e de formação de lideranças cristãs.

## Linha do tempo

### Comissariado de Santa Cruz
- 1899 - Chega em Manaus três frades neerlandeses em 18 de dezembro: Adalberto Woolderink, Gonzaga Governeur, Oto Vervoort
- 1900 - Chegada dos frades na Guanabara em 7 de maio de 1900.
- 1901 - Instalação da primeira residência e sede do Comissariado, em Niterói.
- 1901-1914 - Fixaram morada em Petrópolis e Cabo Frio.
- 1903 - Ouro Preto, a pedido de Dom Sílvério Gomes Pimenta, que permaneceu no poder de 1903 a 1933.
- 1912 - Instalação da Sede do Comissariado em São João del-Rei.
- 1919 - Chegada de frei Serafim Lunter. Além de comissário do nosso Comissáriado, foi ministro provincial dos franciscanos em Equador. Depois, foi o primeiro-ministro provincial da Província da Santa Cruz.
- 1925 - Transferência da Sede para Divinópolis.
- 1926 - Extensão do Comissariado ao Rio Grande do Sul.
- 1936 - Extensão do Comissariado ao Extremo Sul da Bahia (Caravelas).

### Província de Santa Cruz (a partir de 1950)
Foram fundadas comunidades em:
- 1912 - Jequitinhonha(MG)
- 1950 - Alcobaça(BA) e Belo Horizonte(MG) (na Savassi)
- 1951 - Ubá, Visconde do Rio Branco, Guiricema e Prado(BA)
- 1952 - Nanuque (MG)
- 1964 - Santos Dumont
- 1965 - Ibirapoã, Lagedão e Medeiros Neto(BA)
- 1968 - Posto da Mata (limite de MG com BA)
- 1970 - Belo Horizonte(MG), Vale do Jatobá
- 1983 - Teixeira de Freitas (BA)
- 1989 - Ipatinga

## Escolas suportadas pela província
- Colégio Santo Antônio
- Colégio Frei Orlando